# José Mariano Michelena
José Mariano Michelena född 14 juli 1772 i Valladolid nu Morelia, Michoacán död 10 maj 1852 i Valladolid, var en mexikansk politiker och militär. Han var ledare i det så kallade triumviratet 1822 till 1824 och ledare efter Agustín de Iturbides abdikering.